# Ophiopsammus
Ophiopsammus is een geslacht van slangsterren uit de familie Ophiodermatidae. De wetenschappelijke naam van het geslacht werd in 1869 voorgesteld door Christian Frederik Lütken.

## Soorten
- Ophiopsammus aequalis (Lyman, 1880)
- Ophiopsammus anchista (H.L. Clark, 1911)
- Ophiopsammus angusta Vail & Rowe, 1989
- Ophiopsammus assimilis (Bell, 1888)
- Ophiopsammus maculata (Verrill, 1869)
- Ophiopsammus yoldii (Lütken, 1856)